# Kimba Airport
Kimba Airport är en flygplats i Australien. Den ligger i kommunen Kimba och delstaten South Australia, omkring 280 kilometer nordväst om delstatshuvudstaden Adelaide.
Trakten runt Kimba Airport är nära nog obefolkad, med mindre än två invånare per kvadratkilometer.. Närmaste större samhälle är Kimba, nära Kimba Airport. 
Trakten runt Kimba Airport består till största delen av jordbruksmark. Genomsnittlig årsnederbörd är 419 millimeter. Den regnigaste månaden är juni, med i genomsnitt 72 mm nederbörd, och den torraste är oktober, med 6 mm nederbörd.